# Championnat du monde des rallyes-raids 2010
Navigation
2009 2011
Le championnat du monde des rallyes-raids 2010 est l'édition 2010 du championnat du monde des rallyes-raids organisé par la FIM. Il comporte 5 manches au calendrier.

## Calendrier et règlement

### Manches du championnat[1]
- Le Abu Dhabi Desert Challenge aux Émirats arabes unis.
- Le rallye de Tunisie.
- Le Sardegna Rally Race (en) en Italie.
- Le rallye dos Sertões au Brésil.
- Le rallye des Pharaons en Égypte.

## Résultats
| Manche | Rallye                                                         | Podium | Podium                   | Podium           | Podium               | Podium             |
| Manche | Rallye                                                         | Pos.   | Pilote -450 cm³          | Pilote +450 cm³  | Pilote F             | Pilote Quad        |
| ------ | -------------------------------------------------------------- | ------ | ------------------------ | ---------------- | -------------------- | ------------------ |
| 1re    | Abu Dhabi Desert Challenge 28 mars-2 avril résultats détaillés | 1er    | David Casteu             | Marc Coma        | Vicky White          | Obaid Alkitbe      |
| 1re    | Abu Dhabi Desert Challenge 28 mars-2 avril résultats détaillés | 2e     | Jason Sockett            | James West       | Camélia Liparoti     | Colin Mercer       |
| 1re    | Abu Dhabi Desert Challenge 28 mars-2 avril résultats détaillés | 3e     | Steve You                | Jacek Czachor    |                      | Vicky White        |
|        |                                                                |        |                          |                  |                      |                    |
| 2e     | Rallye de Tunisie 1-7 mai résultats détaillés                  | 1er    | Francisco Lopez Contardo | Marc Coma        |                      | Rafał Sonik        |
| 2e     | Rallye de Tunisie 1-7 mai résultats détaillés                  | 2e     | David Casteu             | Jakub Przygoński |                      | Vincent Albira     |
| 2e     | Rallye de Tunisie 1-7 mai résultats détaillés                  | 3e     | Willy Jobard             | Jacek Czachor    |                      | Dmitry Pavlov      |
|        |                                                                |        |                          |                  |                      |                    |
| 3e     | Sardegna Rally Race (en) 27 mai-1er juin résultats détaillés   | 1er    | Andrea Mancini           | Marc Coma        | Erika Burioli        | Dmitry Pavlov      |
| 3e     | Sardegna Rally Race (en) 27 mai-1er juin résultats détaillés   | 2e     | Jordi Viladoms           | Cyril Despres    | Peggy Braga          | Rafał Sonik        |
| 3e     | Sardegna Rally Race (en) 27 mai-1er juin résultats détaillés   | 3e     | Hélder Rodrigues         | Matteo Graziani  | Camélia Liparoti     | Pascal Delesque    |
|        |                                                                |        |                          |                  |                      |                    |
| 4e     | Rallye dos Sertões 11-21 août résultats détaillés              | 1er    | Felipe Zanol             | Marc Coma        |                      | Rafał Sonik        |
| 4e     | Rallye dos Sertões 11-21 août résultats détaillés              | 2e     | David Casteu             | Jakub Przygoński |                      | Sergio Klaumann    |
| 4e     | Rallye dos Sertões 11-21 août résultats détaillés              | 3e     | Dario De Souza           | Jacek Czachor    |                      | André Suguita      |
|        |                                                                |        |                          |                  |                      |                    |
| 5e     | Rallye des Pharaons 2-10 octobre résultats détaillés           | 1er    | Francisco Lopez Contardo | Marc Coma        |                      | Marcos Patronelli  |
| 5e     | Rallye des Pharaons 2-10 octobre résultats détaillés           | 2e     | Hélder Rodrigues         | Jacek Czachor    |                      | Rafał Sonik        |
| 5e     | Rallye des Pharaons 2-10 octobre résultats détaillés           | 3e     | Matteo Graziani          | Tim Trenker      |                      | Dmitry Pavlov      |
|        |                                                                |        |                          |                  |                      |                    |
|        | Classement mondial                                             | 1er    | David Casteu Sherco      | Marc Coma        | Camélia Liparoti KTM | Rafał Sonik Yamaha |
|        |                                                                |        |                          |                  |                      |                    |